# 纽伦堡的名歌手
《紐倫堡的名歌手》（德語：Die Meistersinger von Nürnberg，又譯紐倫堡的工匠歌手）是由理察·華格納所作之三幕歌劇，亦是當今世上最流行及最長的樂劇劇目，通常需時五小時完成。該劇於1868年6月21日於慕尼黑市作首演，並由漢斯·馮·彪羅作指揮。
故事發生於十六世紀中葉日耳曼地區的紐倫堡。當時，紐倫堡是一個自由城市，亦是北方文藝復興運動的重鎮之一。故事主題圍繞著一個由業餘詩人與作曲家組成的「名歌手」（Mastersinger）協會。「名歌手」們都愛以花巧的手法表現音樂，在作曲及演唱方面，他們亦會依循頗多複雜的規則。這首作品最令人陶醉的，是它描繪了紐倫堡當時的特色，以及「名歌手」協會的傳統。劇中的主角之一，「名歌手」鞋匠漢斯•薩克斯，更是取材自一位真實的歷史人物漢斯·薩克斯──歷史上最知名的「名歌手」。

## 人物表
| 德语角色名                                                         | 中文译名                             | 声部          | 世界首演 （1868年6月21日，指揮：汉斯·冯·彪罗） |
| ------------------------------------------------------------------ | ------------------------------------ | ------------- | ---------------------------------------------- |
| Hans Sachs, Schuster & Meistersinger                               | 薩克斯，製鞋師傅 & 名歌手            | 男低音-男中音 | Franz Betz                                     |
| Veit Pogner, Goldschmied & Meistersinger                           | 波格納，金飾師傅 & 名歌手            | 男低音        | Kaspar Bausewein                               |
| Kunz Vogelgesang, Kürschner & Meistersinger                        | 佛格格桑，毛皮師傅 & 名歌手          | 男高音        | Karl Samuel Heinrich                           |
| Konrad Nachtigall, Spengler & Meistersinger                        | 那赫提加，管道師傅 & 名歌手          | 男低音        | Eduard Sigl                                    |
| Sixtus Beckmesser, Stadtschreiber & Meistersinger                  | 貝克梅瑟，市府書記 & 名歌手          | 男中音        | Gustav Hölzel                                  |
| Fritz Kothner, Bäcker & Meistersinger                              | 柯特納，麵包師傅 & 名歌手            | 男中音        | Karl Fischer                                   |
| Balthasar Zorn, Zinngießer & Meistersinger                         | 聰恩，鑄錫師傅 & 名歌手              | 男高音        | Bartholomäus Weixlstorfer                      |
| Ulrich Eislinger, Würzkrämer & Meistersinger                       | 艾斯林格，香料師傅 & 名歌手          | 男高音        | Eduard Hoppe                                   |
| Augustin Moser, Schneider & Meistersinger                          | 摩瑟，裁縫師傅 & 名歌手              | 男高音        | Michael Pöppl                                  |
| Hermann Ortel, Seifensieder & Meistersinger                        | 歐爾投，肥皂師傅 & 名歌手            | 男低音        | Franz Thoms                                    |
| Hans Schwarz, Strumpfwirker & Meistersinger                        | 史瓦茲，製襪師傅 & 名歌手            | 男低音        | Leopold Grasser                                |
| Hans Foltz, Kupferschmied & Meistersinger                          | 佛爾茲，銅器師傅 & 名歌手            | 男低音        | Ludwig Hayn                                    |
| Eva, Pogners Tochter                                               | 夏娃，波格納的女兒                   | 女高音        | Mathilde Mallinger                             |
| Magdalena, Evas Amme                                               | 瑪達蓮娜，她的保姆                   | 女中音        | Sophie Dietz                                   |
| Walther von Stolzing, ein junger Ritter aus Franken                | 華爾特．馮．史托欽，來自佛蘭肯的騎士 | 男高音        | Franz Nachbaur                                 |
| David, Sachs’ Lehrbube                                             | 大衛，薩克斯的徒弟                   | 男高音        | Max Schlosser                                  |
| Ein Nachtwächter                                                   | 巡夜人                               | 男低音        | Ferdinand Lang                                 |
| Bürger und Frauen aller Zünfte, Gesellen, Lehrbuben, Mädchen, Volk | 所有工會的市民與女士、徒工、徒弟、女 | 合唱          | Chorus of the Royal Bavarian Opera House       |

## 劇情

### 第一幕
教堂裡，夏娃和瑪達蓮娜正在做禮拜。夏娃注意到年輕外地人華爾特一直注視著她，兩人眉目傳情。禮拜結束後，眾人散去。華爾特攔住夏娃，夏娃藉口忘了披肩和別針，先後兩次支開瑪達蓮娜，之後，瑪達蓮娜發覺自己忘了聖經，再度回去找。雖然如此，夏娃一直沒能和華爾特講話，他的問題：夏娃是否已許配人家，係由瑪達蓮娜回答：夏娃將嫁給次日在歌唱大賽上獲勝的名歌手（Meistersinger）。因此，想要娶夏娃，必須先成為名歌手。在瑪達蓮娜敘述時，夏娃插嘴表明非華爾特不嫁。為了達到目的，華爾特必須在當日取得名歌手的資格，這個任務就交由瑪達蓮娜的男友大衛來完成。交待過大衛任務後，夏娃和瑪達蓮娜離開。臨走前，夏娃和華爾特約定當晚再見。
在和其他學徒們忙著準備名歌手聚會的同時，大衛試著完成瑪達蓮娜交待的任務。他先要華爾特唱首歌，卻發覺後者一無概念。大衛於是以自己為例，向華爾特解釋什麼是「名歌手」。要成為名歌手必須拜師，一邊學手藝，一邊學吟詩唱歌，大衛自己則是紐倫堡最偉大的名歌手製鞋師傅漢斯．薩克斯的學生。大衛解釋了一大堆，華爾特依然不進入狀況。此時，大衛發覺學徒們的佈置不合當天名歌手聚會的需要，趕緊糾正大家，學徒們亦稱贊大衛的聰明伶俐。
學徒們剛完成佈置，名歌手們就先後進來。最先兩位是夏娃的父親金飾師傅波格納和書記貝克梅瑟，後者向前者表明打算在次日參加歌唱大賽的心意，並央求波格納在女兒面前為他美言，波格納答應了。此時，華爾特湊上來，向波格納致意，並表示自己自遠地來到紐倫堡，實因仰慕該地的藝術，前一日忘了向波格納說明，今天一定要表明自己想加入名歌手的心願。波格納一面和陸續進來的名歌手們打招呼，一面表示願意推薦華爾特接受測驗，以評定他是否有資格成為名歌手。另一方面，貝克梅瑟直覺地對眼前這位年輕人沒好感，在聽到華爾特希望能以名歌手的身份參加次日的歌唱大賽之後，貝克梅瑟更對他產生敵意。名歌手先後進來，最後一位是薩克斯。柯特納逐一點名後，就開始當日的聚會。
波格納正式宣佈要將女兒嫁給次日在歌唱大賽中獲勝的名歌手，眾位名歌手即是裁判。女兒可以拒絕名歌手的決定，但今生即不能嫁給別人。眾人皆表肯定，薩克斯獨持異議，認為女孩的心中所屬和名歌手的藝術是兩回事，建議除了名歌手外，其他的老百姓亦應加入裁判的行列，這個建議卻被其他的名歌手否決了。
緊接著，波格納向名歌手們推薦欲加入名歌手行列的華爾特。貝克梅瑟反對在當日處理此事，其他名歌手則對一位騎士竟想加入名歌手行列頗感好奇，一致接受其參加鑑定。貝克梅瑟勉為其難登上裁判員（Der Merker）的位子執法。在柯特納宣讀規則後，貝克梅瑟即宣佈開始。華爾特的歌曲令名歌手感到陌生，一段未完，已被判定有許多錯誤。貝克梅瑟要他閉嘴，因為黑板上已經無處可畫記號。華爾特則反唇相譏，言自己至少有將全曲唱完的權利。除了薩克斯外，所有的名歌手都和貝克梅瑟看法一致。在意見相左的兩方爭執之下，華爾特雖繼續唱他的歌，卻也無濟於事，終於被判失敗，悻悻離去。

### 第二幕
學徒們為即將到來的約翰日（Johannistag，亦即是仲夏日，或稱夏至，一年最長的一天。通常為六月廿一日）而歡唱，大衛亦然。瑪達蓮娜手提籃子，向大衛打聽白天那位年輕騎士是否通過名歌手的試驗。當她得知答案後，氣得立刻收回原本給大衛做獎賞的籃子，轉身回家。學徒們見狀取笑大衛，大衛生氣地反擊，卻被薩克斯看到，挨了一頓罵，並要他進去工作。
波格納和女兒散步回來，前者原打算和薩克斯談白天的事，想想作罷。夏娃則探著父親的口氣，是否一定要一位名歌手做他的女婿。兩人談話間，瑪達蓮娜出現，向夏娃做著手勢。夏娃一方面提醒父親，晚餐時間到了，一方面又提及白天的年輕人。波格納感覺到什麼，卻又不肯定，嘟噥著進屋去了。瑪達蓮娜告知夏娃年輕騎士失敗的消息，建議她向薩克斯求救，並告訴她，貝克梅瑟拜託自己一件事，夏娃心煩地隨瑪達蓮娜進屋去。
薩克斯檢查大衛的工作後，表示滿意，讓他休息，並要他將工具擺在門前，自己好繼續工作。大衛走後，薩克斯陷入了沈思。在這一個季節裡，丁香盛開，空氣中充滿了丁香花的香氣。薩克斯為香氣吸引，挑起心事，想著自己如果只是一個很簡單的人多好，只管做鞋，管什麼詩不詩的。但是，他試著集中精神於手上的工作，卻不成功。於是乾脆放下工作，想起白天發生的事情。這個外地來的年輕人唱出的歌曲雖然很不傳統，惹大家生氣，可是以他的直覺，其中必然有些什麼東西令薩克斯喜歡。想到此，他又能工作了。
夏娃由家中出來，看到薩克斯，上前攀談。薩克斯恭喜她次日要做新娘，夏娃卻並無笑臉，並且明示，希望薩克斯能參加比賽，必能獲勝娶她。薩克斯笑著拒絕了。夏娃又向他打聽白天年輕騎士的事情，薩克斯逐漸由夏娃言語中察覺緣由。正在此時，瑪達蓮娜急促地催著夏娃回家，並告知，貝克梅瑟晚上要到窗口，打算將次日的參賽歌曲唱給夏娃聽，以得知她是否喜歡，夏娃更加心煩，又唸著心上人怎麼還不出現。夏娃一方面拖延時間，一方面交待瑪達蓮娜待會代替她坐在窗前，來應付貝克梅瑟。瑪達蓮娜原本懊惱著先前對大衛太兇，聽到夏娃此言，心中歡喜，因為大衛的房間正對著巷子，會看到她坐在窗口，一定會吃醋。夏娃聽到腳步聲，來人正是華爾特。
華爾特為白天的失敗喪氣，在和夏娃說話之間，巡夜人來了。華爾特本能地打算拔劍，卻為夏娃阻止，兩人決定私奔。夏娃回去換穿瑪達蓮娜的衣服，再出來和華爾特在樹下會合，準備逃走。這一切卻被薩克斯看在眼裡，決定阻止，他將室外的燈火弄得透亮，照亮道路，打算徹夜工作，讓兩人無法逃走。
華爾特和夏娃正在懊惱之時，貝克梅瑟提著魯特琴出現了。華爾特衝動地恨不得立刻上前殺了他，又被夏娃阻止。貝克梅瑟打算向夏娃獻唱，看到薩克斯，大為掃興。此時，薩克斯大聲唱起歌來，歌詞中有夏娃和亞當。躲在一旁的夏娃自然明白其意，華爾特則狀況外，焦急著時間的飛逝。貝克梅瑟向薩克斯搭訕，希望他能保持安靜，薩克斯卻表示要趕工，必須唱歌提神。貝克梅瑟看到夏娃的窗口出現身影，心中焦急，只好好言和薩克斯商量。躲在暗處的華爾特得知窗口的是瑪達蓮娜時，幾乎要大笑，夏娃的情緒卻是錯綜複雜。
薩克斯向貝克梅瑟建議，讓兩人均能完成各自之事。薩克斯讓貝克梅瑟唱歌，他來執法，以敲槌為記，標明錯誤，如此，他亦可完成要趕的工作。貝克梅瑟無奈，只好答應。貝克梅瑟的歌聲不時被薩克斯的敲槌聲打斷，正如同白天華爾特那一段的翻版。最後，薩克斯高興地表示自己的鞋子完成了，貝克梅瑟才知上當，憤怒地愈唱愈大聲，終於驚醒了街坊鄰居，穿著睡衣跑上街來抗議。另一方面，大衛亦被吵醒，向窗外一望，看到瑪達蓮娜的身影在窗口，立刻醋勁大發，衝上街來，抓住貝克梅瑟，飽以老拳，於是引發一場混戰。混亂中，華爾特試圖帶著夏娃逃走，卻被薩克斯阻止。後者一方面將夏娃推回她家，一方面將華爾特拉入自己店中。被驚醒的女人們則自樓上向下潑水，一場混亂才逐漸平息。當巡夜人再度巡查時，一切又歸於平靜。

### 第三幕
清晨，薩克斯坐在桌前，翻著書，陷入沈思，完全沒有注意到大衛的來到。大衛興高采烈地自手上的籃子中翻出好吃的東西，顯然地，他和瑪達蓮娜已言歸於好。薩克斯回過神來，測驗大衛學到的東西，後者唱著唱著，才注意到該日亦是師傅的聖名日（Namenstag）。大衛希望師傅能參加比賽，打敗貝克梅瑟。薩克斯要大衛去裝扮自己，待會要風光地陪他出席盛會。大衛離開後，薩克斯繼續他的沈思，想起前晚之事，慨嘆「瘋狂」會驅使人做出多少不可能的事，前晚之事亦然。仲夏夜過去，仲夏日到來，薩克斯要將這股瘋狂轉化為一門傑作，而這也得要「瘋狂」之助。薩克斯正想著，華爾特進來了，表示自己做了一個好夢。在薩克斯鼓勵下，華爾特將夢化為詩歌，唱了出來，薩克斯隨手記下，表示讚賞，並半指點、半鼓勵地讓華爾特再接再厲，逐步完成一首完整的詩歌。薩克斯要華爾特務必記住旋律，才能證明是他的作品，並要華爾特好好打扮，隨他同赴盛會。
貝克梅瑟進入薩克斯店中，看到桌上一首情歌，字跡是薩克斯的，立刻想到必定是薩克斯也打算參加歌唱大賽，難怪前一晚如此修理自己。正在生氣時，薩克斯進來了。貝克梅瑟對他大加撻伐，薩克斯明白其意後，表示他並無意爭取夏娃，那首情歌可送給貝克梅瑟，只是要留心，不容易唱。貝克梅瑟歡天喜地的帶著這首歌走了。
貝克梅瑟才走沒多久，夏娃出現了。她明顯地心情不好，表示鞋子不合腳。薩克斯正在檢查鞋子時，華爾特穿戴整齊地進來了。夏娃的注意力立刻轉移到華爾特身上，兩人四目相對，無限深情。薩克斯假裝未看到，邊處理鞋子，邊發牢騷，怨嘆著鞋匠的工作，又說今天已經聽到一首好歌，但不知第三段怎麼樣了。說到此，華爾特望著心上人，高亢地唱出第三段，完成全曲。薩克斯一邊修理著鞋子，一邊告訴夏娃，這是一首傑作（Meisterlied，亦可說是名歌手級歌曲）。夏娃感動之餘，撲入薩克斯懷中，薩克斯感慨地掙脫夏娃，將她交給華爾特，自己繼續抱怨著自己的工作。夏娃對薩克斯表達了自己的感謝，薩克斯說明自己早已想過這一切，要為她找個好歸宿。薩克斯喚來大衛和瑪達蓮娜，要他們為這一個新生的嬰兒，就是這首新歌做見證。由於小學徒不能做證人，薩克斯將他升為行腳徒工（Geselle），這一首新誕生的曲調被命名為〈神聖的清晨之夢的清新曲調〉（die selige Morgentraum-Deutweise）。眾人歡喜地啟程，分頭赴會。
紐倫堡的人民聚集在郊外的草地上，各個不同的職業工會先後舉著他們的旗幟，唱著歌進場，學徒們和大衛也來到此，最後，名歌手們在大家的歡呼下進場。薩克斯則在眾人的歡呼下，為當日盛會的開始發表演說，謝謝大家對名歌手的看重和支持，並宣佈只要大家認為唱得好的人，就可以獲勝。眾人皆為其肺腑之言感動，波格納更是難以言語表達心中的感激。薩克斯走向一旁緊張萬分的貝克梅瑟，調侃他兩句。比賽在柯特納主持下開始。
貝克梅瑟站上擂台，民眾對其並不表欣賞，議論紛紛。他很緊張地開始唱著自薩克斯處取得的詩句，卻因錯認其中一些字，加上旋律亦不合詩句，詩和曲都顯得零亂不堪，招致眾人的譏笑，連名歌手們都大為搖頭。貝克梅瑟最後唱不成句，在眾人暴笑中，憤怒地指著薩克斯大罵，說是被他陷害。薩克斯則為自己辯護，說明該詩並非出自他手，而是另有其人，為了證明他的清白，請原作者來唱這首作品。華爾特穩健地走進來，站上擂台，輕鬆地唱出全曲，獲得全場民眾和名歌手一致的肯定，他應是比賽的獲勝者。名歌手亦授權波格納授予華爾特名歌手的頭銜，波格納高興地如言進行，卻招來華爾特激烈地拒絕。此時，眾人又望向薩克斯，後者走向華爾特，對他曉以大義，告訴他〈不要輕視我們名歌手〉（Verachtet mir die Meister nicht），引申出藝術的傳承、演變、一脈相傳，是一個民族的命脈，是維繫一個民族不致滅絕的所在。最後，他說「神聖羅馬帝國煙滅了，我們卻還有神聖德國藝術」（zerging’ in Dunst / das heil’ge röm’sche Reich, / uns bliebe gleich / die heil’ge deutsche Kunst）。他的話語引來民眾的歡呼，稱頌著名歌手，重覆著薩克斯的話，頌讚著薩克斯，也稱頌著德國藝術。

## 演出時間
拜魯特音樂節習慣記錄每一幕的演出時間，但並不是每年或同一部作品的所有演出，也不是每一幕都被記錄， 以下的時間只包含有記錄下三幕長度的演出。
| Die Meistersinger von Nürnberg | 第一幕 | 第一幕              | 第二幕 | 第二幕              | 第三幕 | 第三幕              | 全長 | 全長                |
| Die Meistersinger von Nürnberg | Std.   | 指揮                | Std.   | 指揮                | Std.   | 指揮                | Std. | 指揮                |
| ------------------------------ | ------ | ------------------- | ------ | ------------------- | ------ | ------------------- | ---- | ------------------- |
| 最短                           | 1:11   | Fritz Busch         | 0:55   | Hermann Abendroth   | 1:54   | Fritz Busch         | 4:05 | Fritz Busch         |
| 最長                           | 1:28   | Hans Knappertsbusch | 1:07   | Hans Knappertsbusch | 2:09   | Hans Knappertsbusch | 4:40 | Hans Knappertsbusch |

| 年份 | 指揮                | 第一幕 | 第二幕 | 第三幕 | 全長 |
| ---- | ------------------- | ------ | ------ | ------ | ---- |
| 1888 | Hans Richter        | 1:23   | 1:01   | 2:00   | 4:24 |
| 1892 | Felix Mottl         | 1:22   | 0:59   | 1:55   | 4:16 |
| 1924 | Fritz Busch         | 1:11   | 1:00   | 1:54   | 4:05 |
| 1925 | Karl Muck           | 1:20   | 0:59   | 2:00   | 4:19 |
| 1933 | Karl Elmendorff     | 1:20   | 1:00   | 2:05   | 4:25 |
| 1933 | Heinz Tietjen       | 1:25   | 1:05   | 2:03   | 4:33 |
| 1943 | Hermann Abendroth   | 1:27   | 0:55   | 1:58   | 4:20 |
| 1943 | Wilhelm Furtwängler | 1:19   | 0:56   | 2:00   | 4:15 |
| 1951 | Herbert von Karajan | 1:22   | 0:59   | 2:02   | 4:23 |
| 1952 | Hans Knappertsbusch | 1:26   | 1:05   | 2:09   | 4:40 |
| 1956 | André Cluytens      | 1:23   | 1:00   | 2:00   | 4:23 |
| 1959 | Erich Leinsdorf     | 1:22   | 1:00   | 1:55   | 4:17 |
| 1960 | Hans Knappertsbusch | 1:28   | 1:07   | 2:04   | 4:39 |
| 1961 | Josef Krips         | 1:25   | 1:04   | 2:08   | 4:37 |
| 1963 | Thomas Schippers    | 1:22   | 0:58   | 2:00   | 4:20 |
| 1964 | Karl Böhm           | 1:16   | 0:59   | 1:57   | 4:12 |
| 1964 | Robert Heger        | 1:23   | 1:01   | 2:05   | 4:29 |
| 1968 | Karl Böhm           | 1:18   | 0:58   | 1:56   | 4:12 |
| 1968 | Berislav Klobučar   | 1:17   | 0:58   | 1:55   | 4:10 |
| 1970 | Hans Wallat         | 1:23   | 1:00   | 2:01   | 4:24 |
| 1970 | Hans Wallat         | 1:18   | 1:01   | 1:59   | 4:18 |
| 1973 | Silvio Varviso      | 1:18   | 0:58   | 1:56   | 4:12 |
| 1975 | Heinrich Hollreiser | 1:19   | 0:59   | 1:55   | 4:13 |

## 外部連結
- 纽伦堡的名歌手：国际乐谱典藏计划上的乐谱